# Laurent Joffrin

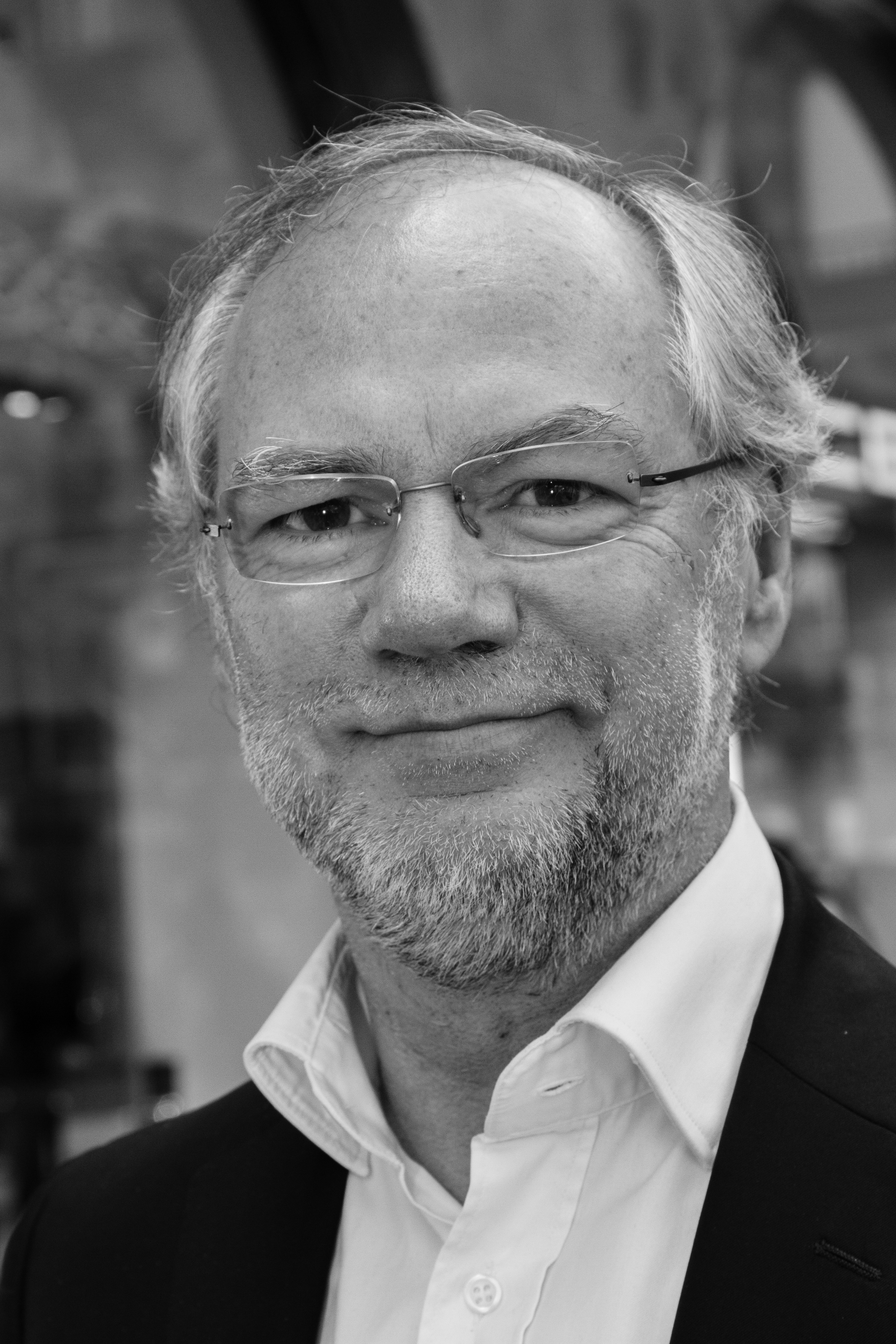
Laurent Joffrin (2013)

Laurent Joffrin, eigentlich Laurent Mouchard, (* 30. Juni 1952 in Vincennes) ist ein französischer Journalist und Autor sowie seit 2020 Politiker.

## Leben
Seine Jugend verbrachte er im Schloss von Moncé, das seine Familie in Limeray besaß. In Paris war er Schüler an der katholischen Privatschule Collège Stanislas. Sein Diplom erwarb er am Institut d’études politiques de Paris in Wirtschaftswissenschaften. Er arbeitete am Centre d’études, de recherches et d’éducation socialiste (CERES) und war Jungsozialist im Umfeld von Jean-Pierre Chevènement, gründete den Klub Socialisme et Université. Ein weiteres Diplom erwarb er am Centre de formation des journalistes 1977 und begann bei Agence France-Presse, bevor er eine neue Zeitschrift gründete, das Forum international. 1981 wurde er Wirtschaftsredakteur der Tageszeitung Libération, 1988 Chefredakteur der Wochenzeitung Le Nouvel Observateur. Mehrfach wechselte er die Position. Beim Nouvel Observateur war er von März 2011 bis März 2014 Redaktionsleiter, bei Libération von Juli 2014 bis 2020 tätig.
Danach gründete er eine neue politische, sozialdemokratische Bewegung namens « Engageons-nous », die sich gegen Präsident Macron richtet. Ihn unterstützten u. a. Alain Touraine, Michel Wieviorka, Laure Adler, die Künstler Agnès Jaoui, Denis Podalydès, Benjamin Biolay, Ariane Mnouchkine, Mazarine Pingeot, Hélène Cixous, um die Linke in Frankreich zu erneuern.
Daneben schrieb er zahlreiche historische und politische Bücher. Er verfasste mehrere Detektivromane, die in der napoleonischen Zeit spielen.

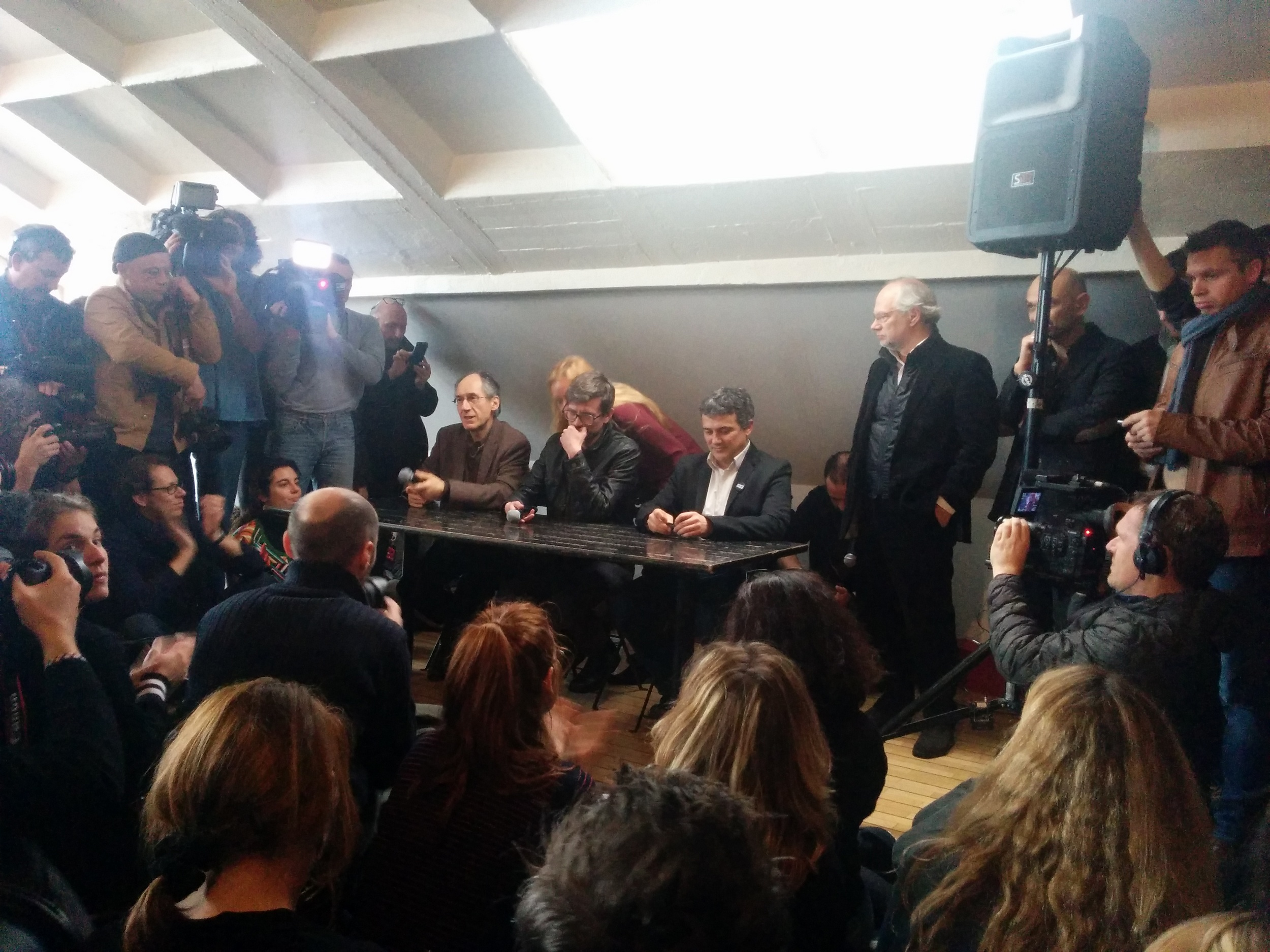
Pressekonferenz der Redaktion von Charlie Hebdo in den Räumen der Libération, 13. Januar 2015, stehend Laurent Joffrin

## Schriften
- Voltaire: Über die Toleranz. Vorwort von L. Joffrin. suhrkamp, 2015, ISBN 978-3-518-46656-8
- Die vergessene Prinzessin. Bastei-Lübbe, 2005, ISBN 978-3-404-92176-8
- Histoire de la gauche caviar. Groupe Robert Laffont, 2012, ISBN 978-2-221-12001-9 (google.de).
- Le roman de la France, de Vercingétorix à Mirabeau. Tallandier, 2019, ISBN 979-10-210-2235-5
- Anti-Macron: Lettres politiques 2017-2020. 2020, ISBN 978-2-234-09046-0